# Английска република
Английска република (на английски: Commonwealth of England, в буквален превод Английска общност, по-късно Общност на Англия, Шотландия и Ирландия (на английски: Commonwealth of England, Scotland and Ireland)) е историческа форма на управление в Англия от 1649 до 1660 г., въведена след екзекуцията на крал Чарлз I и отмяната на монархията по време на Английската революция. Този период английските историци наричат също „междуцарствие“ (English Interregnum), тъй като през 1660 г. монархията в Англия е възстановена.
На 26 януари 1649 г. Чарлз I, крал на Англия, Шотландия и Ирландия, е осъден на смърт за „престъпни действия против английския парламент и народа“. Самата екзекуция е след 4 дни. На 17 март парламентът обявява отмяната на английската монархия като „ненужна, обременителна и опасна за благото на народа“. Разпусната е също така и Камарата на лордовете. Известно време преди това, през декември 1648 г. от парламента са прогонени всички умерено настроени депутати – 150 от общо 250 членове на Камарата на общините и този съкратен състав получава името Rump Parliament.
На 19 май 1649 г. парламентът тържествено приема закон за обявяването на Англия за република, в който се постановява, че страната се управлява от парламента и назначени от него длъжностни лица. Формално като висш орган на властта е обявен Държавен съвет от 41 членове, ежегодно избираем от парламента. Фактическата власт обаче принадлежи на армейската върхушка начело с Оливър Кромуел, подкрепена от радикалните пуритани – индепендентите. Съдебните органи и общото право са запазени.
|  | Тази страница частично или изцяло представлява превод на страницата „Английская республика“ в Уикипедия на руски. Оригиналният текст, както и този превод, са защитени от Лиценза „Криейтив Комънс – Признание – Споделяне на споделеното“, а за съдържание, създадено преди юни 2009 година – от Лиценза за свободна документация на ГНУ. Прегледайте историята на редакциите на оригиналната страница, както и на преводната страница, за да видите списъка на съавторите. ВАЖНО: Този шаблон се отнася единствено до авторските права върху съдържанието на статията. Добавянето му не отменя изискването да се посочват конкретни източници на твърденията, които да бъдат благонадеждни. |